# Tweede Kamerverkiezingen 2003/Kandidatenlijst/DeConservatieven.nl
Dit is de kandidatenlijst voor de Tweede Kamerverkiezingen 2003 van de DeConservatieven.nl. De partij deed mee in 12 van de 19 kieskringen.
1. Winny de Jong - 1.868 stemmen
2. Michiel Smit - 350
3. Hans Mampaeij - 43
4. Marianne Kromme - 24
5. Joop van Heijgen - 27
6. Frits Tieleman - 32
7. Ger Kamphuis - 34
8. Johan Soijer - 20
9. Walter Moes - 22
10. Gerard Verhagen - 12
11. André Wisselink - 16
12. Cor Eberhard - 13
13. Theo Jansen - 60

CDA · LPF · VVD · PvdA · GroenLinks · SP · D66 · ChristenUnie · SGP · Leefbaar Nederland · DeConservatieven.nl · NCPN · Duurzaam Nederland · PvdT · Partij voor de Dieren · Lijst 16 · Vooruitstrevende Integratie Partij · AVD · Lijst Veldhoen